# 丰阿法莱

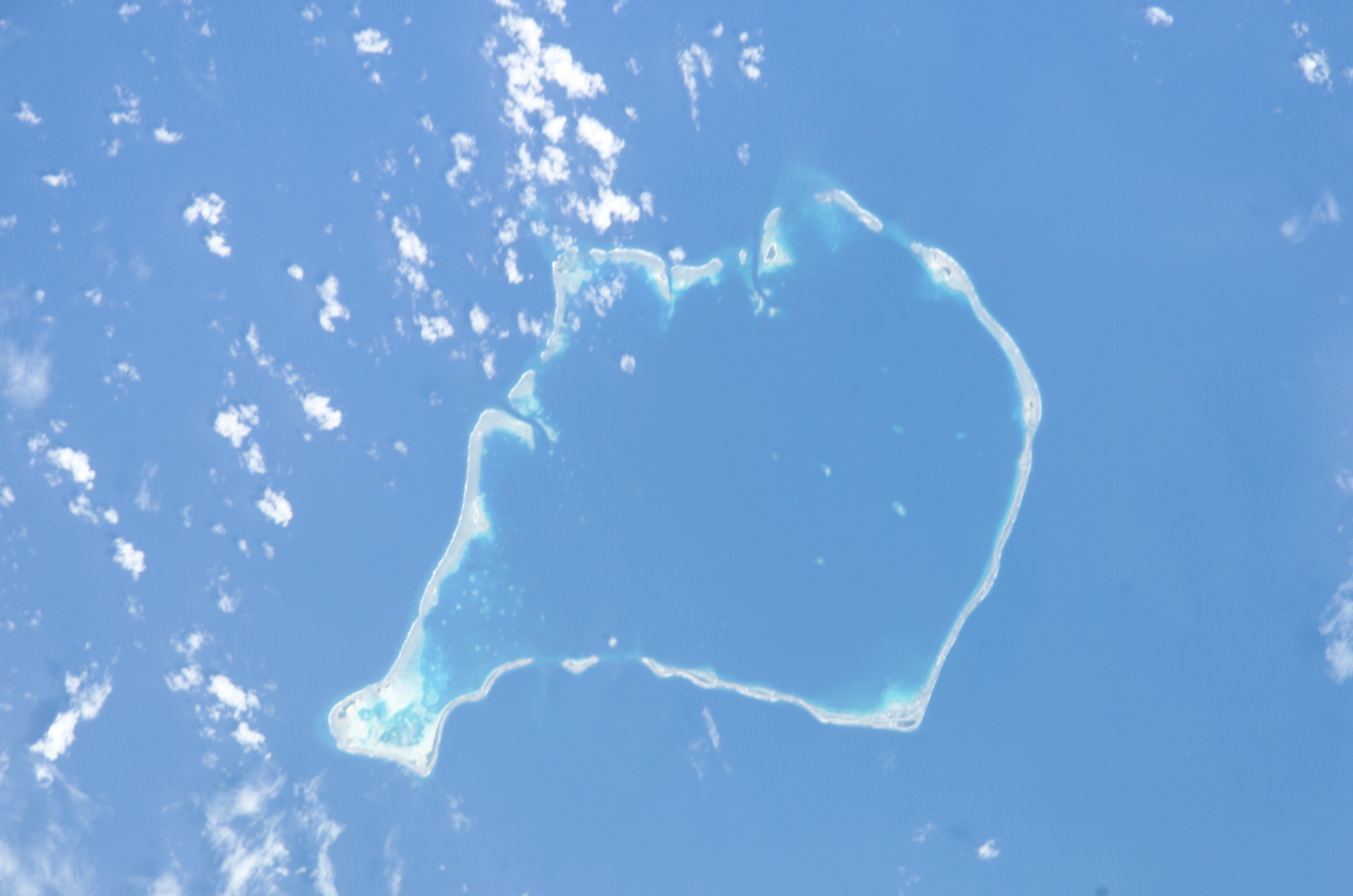
富納富提全圖

丰阿法萊（英語：Fongafale）是位於吐瓦魯首都所在富納富提環礁最大的一座珊瑚礁島嶼。它的輪廓極為狹長，長約12公里，寬僅約10至400公尺。東邊臨南太平洋和一些零散的礁石，西邊為富納富提環礁所圍繞的潟湖，北部是滕阿科半島。富納富提國際機場在島上最寬處由東北向西南延伸，靠近潟湖一側是瓦伊阿庫村和行政中心。

## 交通
- 富納富提國際機場